# 弗里德里希·沃尔夫
弗里德里希·沃尔夫（德語：Friedrich Wolf，1888年12月23日—1953年10月5日）是德国犹太人，医生，剧作家。東德首任驻波兰大使。

## 生平

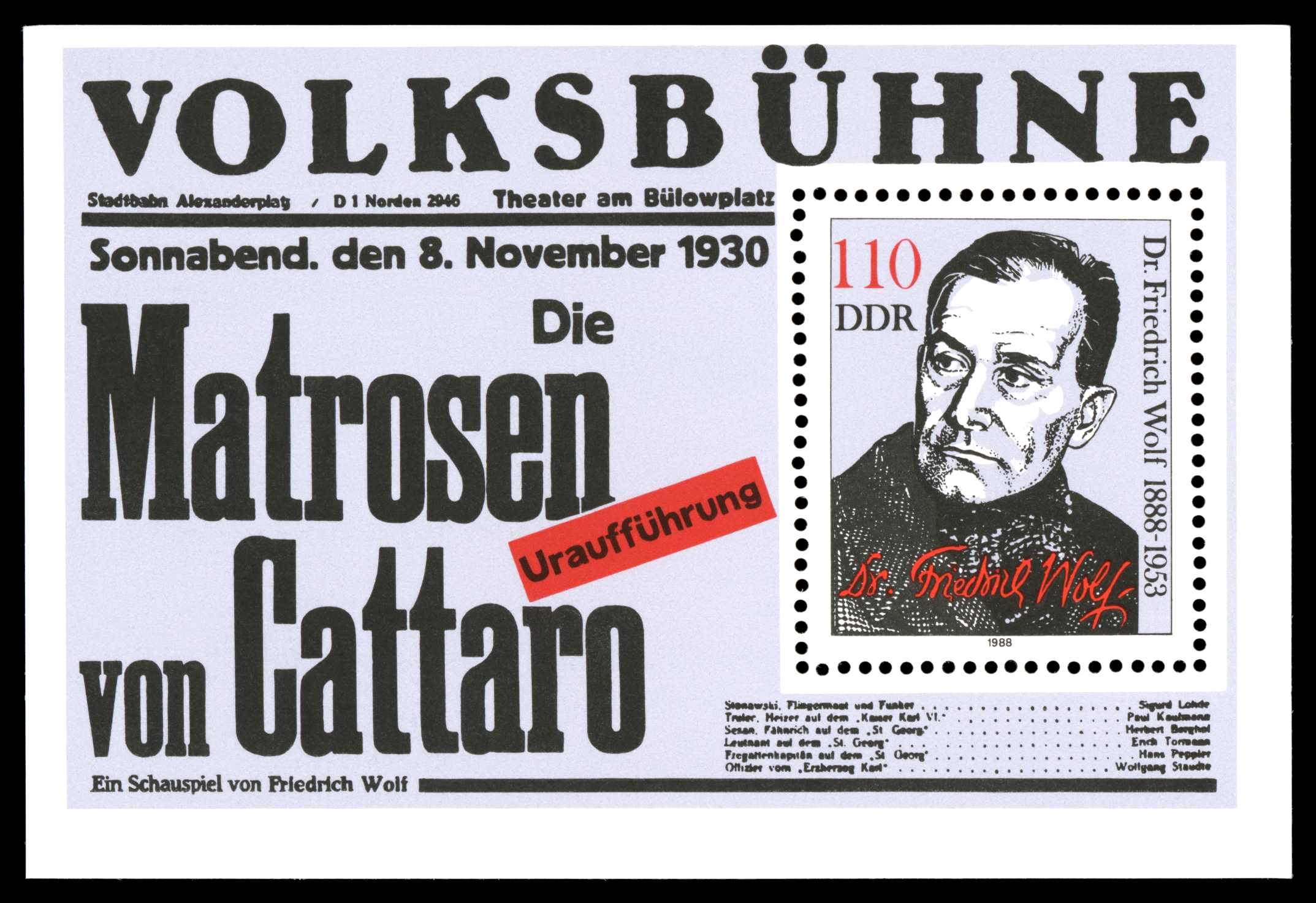
東德邮票，1988年

1888年12月23日生于莱茵河畔新維德的一个犹太人家庭。1907年至1912年在慕尼黑、蒂宾根、波恩、柏林等地求学。1913年获医学博士学位，毕业后在远洋轮船上任医生。第一次世界大战期间作为西方戰線的战地医生，目睹战争的残酷。1917年开始发表作品。
战后参加了德国十一月革命，入选萨克森州德累斯顿工人委員會代表，同时加入德国独立社会民主党。1920年参加鲁尔区工人斗争失败，后在雷姆沙伊德和黑兴根等地为老百姓行医。1928年加入德国共产党，成为无产阶级革命作家协会会员。1933年纳粹政府上台后流亡国外，1934年到达莫斯科。
1938年，前往西班牙，在国际纵队担任医生。第二次世界大战爆发后作为交战国的公民被法国当局拘押，1941年获得苏联公民身份，参与了自由德国民族委员会的成立。1945年战争结束后返回德国。1949至1951年任德意志民主共和国驻波兰大使。1953年10月5日在奥拉宁堡的办公室逝世。

## 主要作品
1930年发表的剧本《太阳觉醒了》描绘了1925年至1927年中国北伐战争时的上海工人革命运动。1933年创作的戏剧剧本《马姆洛克教授》讲述了一位名叫汉斯·马姆洛克的犹太医生在希特勒政权下所经历的苦难。后被改编成电影，在瑞士、挪威、瑞典、华沙、纽约、伦敦、上海、东京等地都曾演出过。
早期中译本有《马门教授》（即《马姆洛克教授》）和《新木马计》等。1959年中国还出版了《沃尔夫戏剧集》。